# Komárov, Zlín
Komárov là một làng thuộc huyện Zlín, vùng Zlínský, Cộng hòa Séc.